# Російське село (Японія)
37°50′26″ пн. ш. 139°17′35″ сх. д. / 37.840445° пн. ш. 139.29308° сх. д.
Російське село Ніігати (яп. 新潟ロシア村) - тематичний парк, розташований в Ніїгаті, Кітакамбара, колишнє село Сасаками (поглинуте містом Агано). Відкрито в 1993 за фінансового сприяння банку Niigata Chuo Bank, що нині збанкрутував, як частина проекту з підвищення рівня культурного обміну у зв'язку зі збільшенням туристичних потоків з Росії та бізнес-контактів з російськими бізнесменами. Входила в єдиний проект із Селом турецької культури в Касівадзакі (тур. Kashiwazaki Türk Kültür Köyü) і тематичним парком «Королівство Гулівера» біля гори Фудзі. Розташована по сусідству із Sasakami Cayman Golf Park.
У «Російському селі» розташувалися багато об'єктів: православний храм-копія суздальського Богородиці-Різдвяного собору, готель, ресторан, сувенірні магазини, звіринець з байкальськими тюленями, опудало мамонтів, музей Транссибу, карусель, пивоварня. Площа - 40 000 м2.
У 1999 банк, що обслуговує село, збанкрутував і був переданий в управління Японської корпорації депозитного страхування. Фінансову ношу узяв він Уряд Хабаровського краю, але у 2004 фінансування було припинено і об'єкт закрився. Керівникам банку через неефективне витрачання коштів було винесено спецзвинувачення у нецільовій розтраті коштів (величезні витрати (понад 30 млрд. єн) комерційно не окупилися). У 2009 сталася пожежа, можливо, через підпал.
Також у 1999, коли збанкрутував банк, земля, раніше відведена під звіринець з тюленями, була передана пляжному курорту Мінамітіта.